# 奥尔贾泰莫尔戈拉
奥尔贾泰莫尔戈拉（義大利語：Olgiate Molgora），是意大利莱科省的一个市镇。总面积7.25平方公里，人口6260人，人口密度863.4人/平方公里（2009年）。国家统计（ISTAT）代码为097058。
奥尔贾泰莫尔戈拉与阿伊鲁诺、布里维奥、卡尔科、科莱布里安扎、梅拉泰、蒙泰韦基亚、罗瓦尼亚泰和圣玛丽亚奥埃接壤。附近设有奥尔贾泰-卡尔科-布里维奥站。